# 屠用雄
屠用雄（英語：Tao Yung Hung），前香港電視製作人，與時任麗的電視第一台節目總監麥當雄及第一台助理節目總監李兆熊並稱為「麗的三雄」。屠用雄是甬上屠氏第21世後人，1967年加入麗的映聲後由控制員做起，歷任助導、編導、高級編導、監製及製作經理。1977年至1983年監製了包括大部分大型晚會或直播節目在內的一系列綜藝節目，較知名的作品有「家燕與小田」、「貓頭鷹時間」等等。他轉戰新加坡之前，於香港電視業界最後被擢升的職位為助理節目總監。後來於1983年至1987年活躍於星洲電視圈，1987年以後專注經商。
此前麗的電視自黃錫照1975年入主以來，製作部最高層出現人事變動。當鍾景輝從張正甫手上接掌製作部後，隨即積極進行改革。屠用雄、梁偉民、麥當雄、李兆熊等人被視為鍾氏派系人物，取替先前掌權的雲影畦、張清和吳承歡。

## 歷年職務
| 職位          | 年期                 | 備註                                                                    |
| 畫面控制員    | 1967年               |                                                                         |
| 助理編導      | 1968年至1971年3月    |                                                                         |
| 編導          | 1971年4月至1975年    |                                                                         |
| 高級編導      | 1975年至1977年6月    |                                                                         |
| 監製          | 1977年7月至1982年1月 | 兼任製作部經理                                                          |
| 助理節目總監  | 1982年1月至1983年4月 | 原於1982年4月離任，因屠用雄推遲赴星上任，故留任至1983年才離開麗的。     |
| 節目總監      | 1983年4月至1985年3月 | 綜藝組，實際上為監製                                                    |
| 高級監製/總監 | 1985年3月至1987年    | 雜誌組                                                                  |
| 高級監製/總監 | 至1987年5月          | 綜藝組。合約期原於4月結束，為籌備「歡樂繽紛」和進行人事交接而推遲離任。 |

## 背景

### 早年發展
屠用雄生於1940年代末，祖上一輩來自浙東望族甬上屠氏，與2015年諾貝爾生理學或醫學獎得主屠呦呦屬同一宗族子弟。其名字中的「用」字則沿襲自《甬上屠氏宗譜》第19世孫（即屠用雄祖父）的命名輩分排行。屠用雄有5名兄弟姊妹（其中胞弟屠用啟是前電影幕後人員，負責視覺效果環節），早年成長於九龍。他的父親屠梅卿是國泰機構製片，1948年來到香港生活。退休前曾任永華片場劇務部主任與嘉禾電影公司製片主任，1992年獲頒第11屆香港電影金像獎「專業精神獎」獎。在求學階段的屠用雄就讀土瓜灣鄧鏡波學校。他中學畢業後沒有繼續升學，反而本著對電視行業的興趣，於1967年經父親的國泰舊同事、麗的呼聲中文節目總監鍾啟文介紹入職麗的映聲。

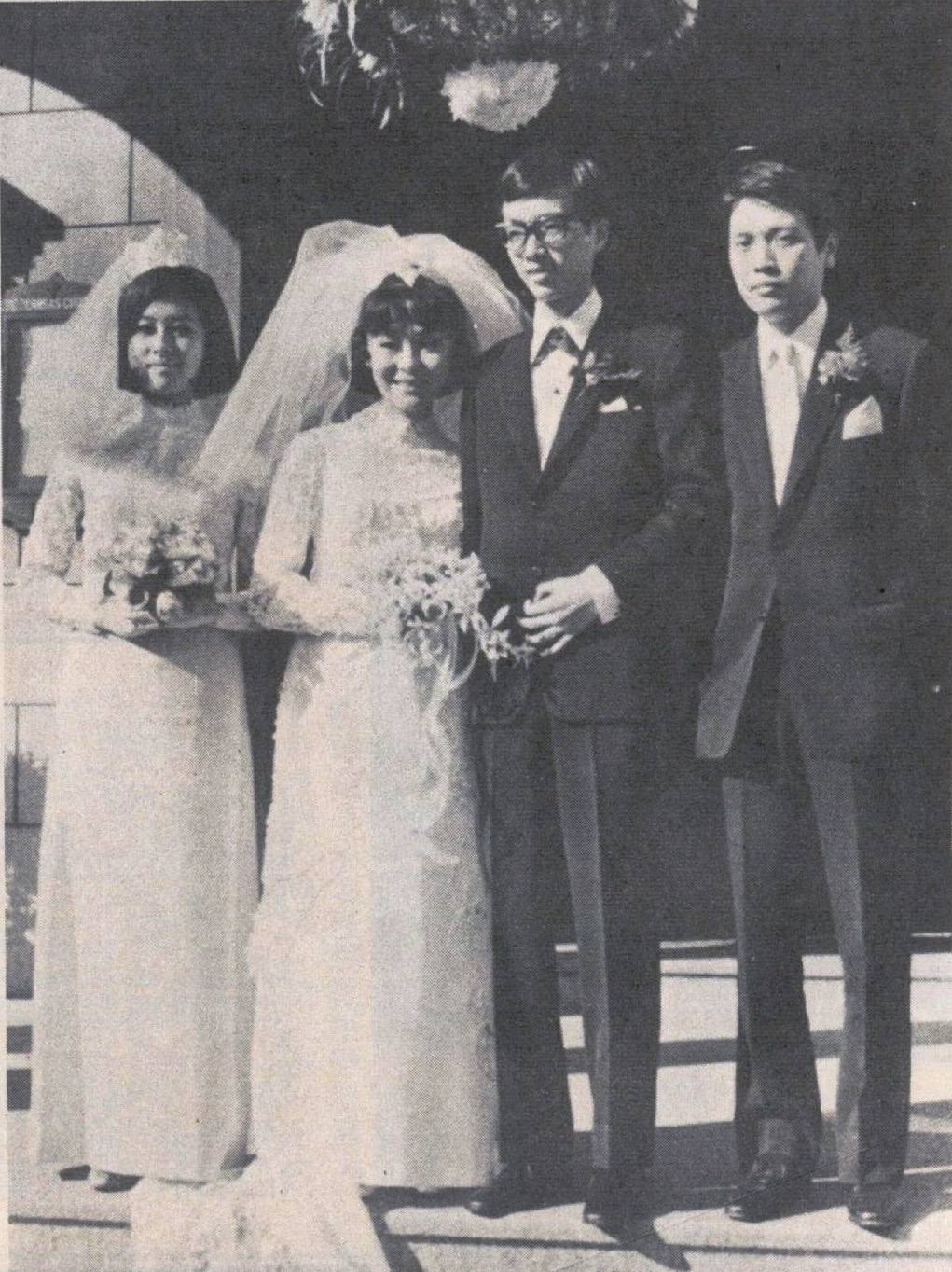
1970年12月，藝人詹小屏與電視台高層梁濃剛舉行婚禮。圖中人物由左至右依次序為：伴娘張敏儀（後為廣播處長）、新娘詹小屏、新郎梁濃剛以及伴郎屠用雄。

### 投身電視界
屠用雄是1970年代至1980年代電視戰的代表人物。他投身麗的映聲初期任職節目編播控制室控制員，而後調到劇務部任劇務，涉獵錄音、攝影等基本範圍。不久擔任林樂培的助理編導，同期還執導了一些單元劇作品。但林氏於1971年離職，他改為隨張敏儀學習製作文化與綜合性節目。同年由於張敏儀辭職，並轉職至廣播界，他因而獲得機會挑大樑，由4月1日起以編導身份主理節目「平步青雲」。當時電視台高層有意栽培他成為優秀的製作人，於是安排他在1971年至1973年間前往美國深造電視製作課程。
自黃錫照於1975年2月獲聘為麗的電視總經理之後，屠用雄跟其時一眾未滿30歲的幕後人員如麥當傑、黎大煒、劉家豪等人被重點起用，藉此抗衡無綫電視。1977年7月與梁天、張清、麥當雄、李兆熊、鄒世孝以及張之珏一同升任監製。正值用人之際，他們皆為20名高級編導當中被黃錫照看好的7個人。未幾新上任的副總經理鍾景輝牽頭成立節目策劃委員會，他把屠、李、鄒、麥4人納入會內商討製作方針兼研究相關策略。屠用雄更在不足半年內再升為製作部經理。
1979年，屠用雄製作了只以5集作結的成人節目「哈囉夜歸人」。當中播出意識大膽的內容，加上展示裸露鏡頭的做法不符合當年保守的社會風氣。經影視及娛樂事務管理處檢視後被判定為不智創作。官方也同時勒令禁播「哈囉夜歸人」，令其成為香港電視史上首個被禁播的電視節目。雖然面對停播命令，電視台很快便變更主持陣容，且交由另一位助理總監林旭華負責擔任策劃人，由屠用雄重新包裝成「貓頭鷹時間」。其後在1979年至1983年間，屠用雄嘗試製作更多不同類型的資訊節目如「著燈開飯睇電視」。他卻在1982年3月應新加坡廣播局（前名新加坡電視台）邀請，於同年4月2日起出任綜藝節目組總監。實質上，有關合約延遲至翌年4月2日才生效。
屠用雄離職前除了肩負監製一職之外，亦身兼麗的助理節目總監職銜（1982年1月起）。另一方面，他接著上任的高級職位原先一直懸空，由新加坡廣播局節目處處長劉芸娘兼任。適逢新加坡在該段時期正在致力提升電視製作質素，當地政府特意派員來港羅致人才。屠用雄遂決定外闖開拓新事業，並與妻子定居獅城。1985年4月履行續簽的新合約。上任4年間，他跟在港應付的工作一樣。既監製星期一至五單日播放的綜藝節目，又推陳出新和培訓新人。自1984年平調到新成立的雜誌組後，他主力籌備雜誌性節目。他先於1985年3月升任該組高級監製/總監，後期於1987年年初調回綜藝組。
直至1987年4月，向來事業發展順利的屠用雄基於得到機會往返星、港兩地，與胞弟經營紡織廠而不再與廣播局續約。同年5月9日正式約滿離開，但仍以兼職顧問身份提供意見。屠用雄所從事的布料及染布生意以香港作為廠房基地，辦事處設於星洲牛車水，銷售點面向中國內地市場。為了方便辦事，他一度遷回新界沙田居住。目前已再次移居新加坡。
此外，據他向傳媒公開透露，他之所以不會踏足影圈，原因出於自己知道拍攝電影的風險，因而不做無把握的事。

## 個人生活
屠用雄於1981年10月與新加坡商人莊添貴（又名莊添桂）的長女、藝人南紅誼妹莊麗雲結婚。2人最初邂逅於1975年屠用雄帶外景隊到新加坡取景拍攝之時。1981年10月得到雙方家長同意於當地舉行婚禮，在文華大酒店（即1973年落成的 Mandarin Hotel ）設宴。

## 作品列表
*若有遺漏，請協助補充相關資料。

### 麗的電視
編導
- 1970年代：老友記
- 1971年：平步青雲
- 1971年：羣星會[10]
- 1973年：香江花月夜[15]
- 1975年：秀蘭歌聲處處聞
- 1975年至1977年：家燕與小田
- 1975年至1977年：神秘之夜
- 1976年：容蓉特輯[49]
- 1976年：一九七六年度亞洲歌唱比賽大會
- 1977年：一九七七年度亞洲歌唱比賽大會

監製
- 1977年至1979年：家燕與小田
- 1977年：Bang Bang新靈感
- 1977年：星期一晚會[50]
- 1977年：星期三晚會[51]
- 1978年：花花世界[52]
- 1978年：宋昌植特輯[52]
- 1978年：一九七八年度亞洲歌唱比賽大會
- 1979年：哈囉夜歸人
- 1979年：一九七九年度亞洲歌唱比賽大會
- 1979年至1982年：貓頭鷹時間
- 1980年：一九八〇年度亞洲歌唱比賽大會
- 1981年：著燈開飯睇電視[48]
- 1982年：五輪真弓演唱會
- 1982年：拔鎗善舉群英會
- 1983年：羣星拱照接財神[53]

### 新加坡廣播局
導播
- 1983年：陳淑樺專輯[54]

監製
- 1983年：繽紛星期三[55]
- 1983年：繽紛83[23]
- 1984年：星星星[56]
- 1984年：華燈初上[37]
- 1984年：崔苔菁演唱會專輯[57]

總監
- 1984年至1987年：三開時間[58][59]
- 1985年：藝人賀年特輯[60]
- 1986年至1987年：芝麻綠豆（劇集）[7]
- 1987年：歡樂繽紛[61]

## 演出作品
- 1978年：家燕話劇世界（麗的電視）[20]

## 節目嘉賓
- 2008年：電視風雲50年（第20集、亞洲電視）

## 外部連結
- 關於屠用雄製作思維的報道，取自1987年3月8日出版的聯合早報 （页面存档备份，存于）